# Parupeneus biaculeatus
Parupeneus biaculeatus es una especie de peces de la familia Mullidae en el orden de los Perciformes.

## Morfología
• Los machos pueden llegar alcanzar los 19 cm de longitud total.

## Distribución geográfica
Se encuentra al noroeste del Pacífico.

## Hábitat
Es un pez de mar.